# Elthusa splendida
Elthusa splendida är en kräftdjursart som först beskrevs av Sadowsky och Moreira 1981.  Elthusa splendida ingår i släktet Elthusa och familjen Cymothoidae. Inga underarter finns listade i Catalogue of Life.